# Nuoto ai XVI Giochi del Mediterraneo - 200 metri rana femminili

## Record
Prima di questa competizione, il record del mondo (WR) e il record dei Giochi del Mediterraneo (GR) erano i seguenti:
|    | 2'20"22 | Rebecca Soni Stati Uniti | 15 agosto 2008 Pechino, Cina   |
| GR | 2'28"87 | Sara Perez Spagna        | 26 giugno 2005 Almería, Spagna |

Durante l'evento il record dei Giochi è stato migliorato due volte dalla francese Coralie Dobral:
| Data      | Evento      | Atleta         | Nazione | Tempo   | Record |
| --------- | ----------- | -------------- | ------- | ------- | ------ |
| 29 giugno | 2ª batteria | Coralie Dobral | Francia | 2'28"15 | GR     |
| 29 giugno | Finale      | Coralie Dobral | Francia | 2'26"41 | GR     |

## Batterie
Lunedì 29 giugno, alle ore 10:25 CEST, si sono svolte 2 batterie di qualificazione.
| #  | Batteria | Corsia | Atleta               | Nazionalità          | Tempo   | Note |
| -- | -------- | ------ | -------------------- | -------------------- | ------- | ---- |
| 1  | 2        | 5      | Coralie Dobral       | Francia              | 2'28"15 | GR   |
| 2  | 2        | 1      | Sarra Lajnef         | Tunisia              | 2'29"55 | Q    |
| 3  | 1        | 3      | Angeliki Exarchou    | Grecia               | 2'30"13 | Q    |
| 4  | 1        | 4      | Chiara Boggiatto     | Italia               | 2'30"15 | Q    |
| 5  | 2        | 6      | Nađa Higl            | Serbia               | 2'30"75 | Q    |
| 6  | 2        | 4      | Sophie De Ronchi     | Francia              | 2'30"94 | Q    |
| 7  | 1        | 5      | Ombretta Plos        | Italia               | 2'31"86 | Q    |
| 8  | 1        | 6      | Aurora Perez         | Spagna               | 2'32"52 | Q    |
| 9  | 2        | 7      | Maria-Anna Letsiou   | Grecia               | 2'32"65 |      |
| 10 | 1        | 2      | Tanja Smid           | Slovenia             | 2'32"76 |      |
| 11 | 2        | 3      | Fanny Babou          | Francia              | 2'34"19 |      |
| 12 | 2        | 2      | Dilara Buse Gunaydin | Turchia              | 2'35"19 |      |
| 13 | 1        | 7      | Nibal Yamout         | Libano               | 2'43"81 |      |
| 14 | 1        | 1      | Selma Atic           | Bosnia ed Erzegovina | 2'45"02 |      |
| 15 | 2        | 6      | Asmahan Farhat       | Libia                | 3'06"19 |      |

## Finale
La gara, che si svolge il 29 giugno alle ore 18:10 CEST, viene vinta da Coralie Dobral che stabilisce il nuovo record dei Giochi con il tempo di 2'26"41.
| Posizione | Corsia | Atleta            | Paese   | Tempo   | Note |
| --------- | ------ | ----------------- | ------- | ------- | ---- |
|           | 4      | Coralie Dobral    | Francia | 2'26"41 | GR   |
|           | 6      | Chiara Boggiatto  | Italia  | 2'26"84 |      |
|           | 3      | Angeliki Exarchou | Grecia  | 2'29"05 |      |
| 4         | 2      | Nađa Higl         | Serbia  | 2'29"79 |      |
| 5         | 5      | Sarra Lajnef      | Tunisia | 2'31"01 |      |
| 6         | 7      | Sophie De Ronchi  | Francia | 2'31"47 |      |
| 7         | 1      | Ombretta Plos     | Italia  | 2'31"53 |      |
| 8         | 8      | Aurora Perez      | Spagna  | 2'33"10 |      |